# Mai mult ca perfect
În gramatică, mai mult ca perfectul este o formă verbală temporală de trecut existentă în unele limbi. Valoarea sa principală specifică este de timp relativ, de exprimare a unui proces trecut înaintea altui proces trecut.
În unele limbi, ca româna, mai mult ca perfectul este un timp numai al indicativului, dar în altele, de pildă franceza, există și la conjunctiv. În acest articol se tratează numai mai mult ca perfectul indicativului.
Din alt punct de vedere, există deosebiri între limbi în aceea că în unele, mai mult ca perfectul este o formă sintetică, de exemplu în română, iar în altele – analitică, precum în celelalte limbi romanice moderne.

## În limbi romanice

### În limba latină
Limba latină avea mai multe forme de mai mult ca perfect.
La diateza activă, forma de mai mult ca perfect se alcătuiește de la tema timpului perfect, adică fără desinențele acestei forme. De exemplu, verbul cu formele de bază dūcō (prezent, „(eu) conduc”), dūcere (infinitiv, „a conduce”), dūxī (perfect, „condusei, am condus”), ductus (participiu perfect pasiv, „condus”) are tema perfectului dūx-, la care se adaugă sufixul -era- (la unele persoane -erā-, cu ā lung), plus desinențele vizibile mai jos:
| I. sg.   | dūxeram „condusesem” |
| II. sg.  | dūxerās              |
| III. sg. | dūxerat              |
| I. pl.   | dūxerāmus            |
| II. pl.  | dūxerātis            |
| III. pl. | dūxerant             |

La diateza pasivă și la verbele deponente (cu forme de pasiv și sens activ), mai mult ca perfectul este analitic, cu verbul auxiliar esse „a fi” la imperfect și participiul perfect pasiv al verbului cu sens lexical. Exemple:
| Persoana | Verb pasiv                            | Verb deponent                 |
| -------- | ------------------------------------- | ----------------------------- |
| I. sg.   | amātus/-a/-um eram „fusesem iubit(ă)” | mīrātus/a/um eram „admirasem” |
| II. sg.  | amātus/-a/-um erās                    | mīrātus/a/um erās             |
| III. sg. | amātus/-a/-um erat                    | mīrātus/a/um erat             |
| I. pl.   | amātī/-ae/-a erāmus                   | mīrātī/-ae/-a erāmus          |
| II. pl.  | amātī/-ae/-a erātis                   | mīrātī/-ae/-a erātis          |
| III. pl. | amātī/-ae/-a erant                    | mīrātī/-ae/-a erant           |

Și la diateza activă s-au dezvoltat forme analitice de mai mult ca perfect, printre care una cu auxiliarul habere „a avea” la imperfect și participiul perfect pasiv al verbului cu sens lexical, ex. [...] si miles qui habebat iam factum testamentum aliud fecisset [...] „[...] „dacă un militar care făcuse deja un testament ar fi vrut să facă altul [...]” (Domitius Ulpianus). Această formă stă la baza mai mult ca perfectului din limbile franceză și italiană.
Valoarea principală a mai mult ca perfectului este de a exprima un proces trecut anterior altui proces trecut. Este o folosire relativă atunci când ambele procese sunt exprimate în aceeași frază, ex. Mē, quī līber fueram, servom fēcit „Pe mine, care fusesem liber, mă făcu/m-a făcut sclav” (Plautus).
Anterioritatea poate fi exprimată și față de timpul principal al unei narațiuni la trecut, exprimat prin verbe din contextul anterior propoziției cu predicatul la mai mult ca perfect: Ille quī vester comes ubique fueram „Eu, care fusesem tovarășul tău peste tot” (Seneca).

### În limba română
În limba română, mai mult ca perfectul este moștenit din latină, dar nu din cel al indicativului, ci din cel al conjunctivului. În varietatea standard are formă sintetică, alcătuită de la tema perfectului simplu și marcată de sufixul -se-:
| Persoana | Conjugarea I  | Conjugarea a II-a | Conjugarea a III-a cu perfectul în -u- | Conjugarea a III-a cu perfectul în -se- | Conjugarea a IV-a             |
| -------- | ------------- | ----------------- | -------------------------------------- | --------------------------------------- | ----------------------------- |
| I. sg.   | adunasem      | părusem           | începusem                              | zisesem                                 | sorbisem, coborâsem           |
| II. sg.  | adunaseși     | păruseși          | începuseși                             | ziseseși                                | sorbiseși, coborâseși         |
| III. sg. | adunase       | păruse            | începuse                               | zisese                                  | sorbise, coborâse             |
| I. pl.   | adunase(ră)m  | păruse(ră)m       | începuse(ră)m                          | zisese(ră)m                             | sorbise(ră)m, coborâse(ră)m   |
| II. pl.  | adunase(ră)ți | păruse(ră)ți      | începuse(ră)ți                         | zisese(ră)ți                            | sorbise(ră)ți, coborâse(ră)ți |
| III. pl. | adunaseră     | păruseră          | începuseră                             | ziseseră                                | sorbiseră, coborâseră         |

Observații:
1. Partea de desinență -ră- este facultativă la persoanele I și a II-a pl., deși formele cu aceasta se preferă în limba actuală.
2. Unele verbe de conjugarea a III-a au și la perfectul simplu sufixul -se-.

În unele graiuri, mai mult ca perfectul este analitic, cu verbul auxiliar a fi la perfect compus și participiul invariabil al verbului cu sens lexical, ex. am fost adunat.
Mai mult ca perfectul există la toate diatezele. Diateza pasivă se deosebește de cea activă și cea reflexivă prin faptul că timpul este marcat la verbul „a fi” ca auxiliar al diatezei (fusesem, fuseseși etc.), folosit cu verbul cu sens lexical la participiu.
În română, mai mult ca perfectul este relativ rar folosit în vorbire, și numai cu valoarea sa principală, specifică, atât în fraze, în relație cu alt verb la un timp trecut, cât și în propoziție independentă, în relație cu alte verbe din context, de exemplu:
Terminasem de scris când ai venit tu;
Spre seară terminasem de scris.
Mai ales în limba vorbită, mai mult ca perfectul este înlocuit de perfectul compus, ex. Înainte de a pleca, le-a explicat de ce a venit, în loc de ... venise.
În aromână s-a pierdut mai mult ca perfectul sintetic, formându-se unul analitic, cu verbul am la imperfect și participiul invariabil la forma de feminin singular a verbului cu sens lexical:
| I. sg. II. sg. III. sg. I. pl. II. pl. III. pl. | aveam aveai avea aveam aveats avea | cãntatã, cãdzutã, bãtutã, durnjitã |

În meglenoromână, mai mult ca perfectul are două variante, ambele analitice. Una are ca auxiliar imperfectul indicativ al verbului veari „a avea” și participiul invariabil al verbului cu sens lexical. Exemple:
| I. sg. II. sg. III. sg. I. pl. II. pl. III. pl. | ve̯ám ve̯ái̯ ve̯á ve̯ám ve̯áț ve̯áu̯ | căntát căzút bătút durmít |

A doua variantă se formează cu auxiliarul iri „a fi” la imperfect și participiul acordat în gen și număr:
| I. sg. II. sg. III. sg. I. pl. II. pl. III. pl. | rám rái̯ rá rám ráț ráu̯ | măncát măncátă măncáț măncáti |

### În limba spaniolă
Limba spaniolă a moștenit din latină numai forma analitică a  indicativului mai mult ca perfect, cu imperfectul indicativ al verbului auxiliar haber „a avea” și participiul verbului cu sens lexical. Ca exemplu, verbul cantar „a cânta”:
| I. sg. II. sg. III. sg. I. pl. II. pl. III. pl. | había habías había habíamos habíais habían | cantado |

Folosirea mai mult ca perfectului este obișnuită în vorbire, deci mai frecventă decât în română, cu aceeași valoare. Exemple:
Cuando llegó José, ya habíamos cenado „Când a sosit José, deja cinaserăm”;
Habíamos preguntado si habían terminado „Am întrebat dacă au terminat” (literal „Întrebaserăm dacă terminaseră”) – primul verb în relație cu timpul trecut principal al contextului.
În virtutea unor reguli de concordanță a timpurilor, mai mult ca perfectul nu poate fi înlocuit cu perfectul simplu sau perfectul compus, de pildă în vorbirea indirectă: Dijo que no había podido ir „A spus că n-a putut să se ducă” (lit. „Zise că nu putuse merge”).

### În limba franceză
Limba franceză a moștenit de asemenea mai mult ca perfectul indicativului din formele analitice latine cu auxiliarul habere „a avea” (fr  avoir ), dar la anumite categorii de verbe folosește, nu numai la diateza pasivă, și auxiliarul être „a fi”, ambele la indicativ imperfect. Cu primul se conjugă la diateza activă toate verbele tranzitive și marea majoritate a celor intranzitive, iar cu al doilea – toate verbele folosite cu pronume reflexive (reflexive propriu-zise, reciproce și reflexive numai ca formă) și câteva verbe intranzitive la diateza activă, cele mai multe din acestea fiind de mișcare. În cazul verbelor conjugate cu être, partea de participiu se acordă în gen și număr cu subiectul. Exemple:
| Persoana | Diateza activă cu avoir aimer „a iubi” | Diateza activă cu être tomber „a cădea” | Diateza reflexivă se laver „a se spăla” |
| -------- | -------------------------------------- | --------------------------------------- | --------------------------------------- |
| I. sg.   | j'avais aimé                           | j'étais tombé(e)                        | je m'étais lavé(e)                      |
| II. sg.  | tu avais aimé                          | tu étais tombé(e)                       | tu t'étais lavé(e)                      |
| III. sg. | il/elle avait aimé                     | il/elle était tombé(e)                  | il/elle s'était lavé(e)                 |
| I. pl.   | nous avions aimé                       | nous étions tombé(e)s                   | nous nous étions lavé(e)s               |
| II. pl.  | vous aviez aimé                        | vous étiez tombé(e)(s)                  | vous vous étiez lavé(e)(s)              |
| III. pl. | ils/elles avaient aimé                 | ils/elles étaient tombé(e)s             | ils/elles s'étaient lavé(e)s            |

La diateza pasivă, auxiliarul este la mai mult ca perfectul lui être conjugat cu avoir: j'avais été aimé(e), tu avais été aimé(e) etc.
Valoarea de bază a mai mult ca perfectului francez este aceeași ca în română sau în spaniolă:
- anterioritate față de un proces trecut exprimat în aceeași frază[20]:
  - în propoziție coordonată: Les randonneurs avaient marché plusieurs heures et ils mouraient de soif „Excursioniștii merseseră timp de mai multe ore și nu mai puteau de sete”;
  - în propoziție subordonată: J'ai beaucoup aimé le roman que tu m'avais conseillé de lire „Mi-a plăcut foarte mult romanul pe care m-ai sfătuit să-l citesc”;
- în propoziție independentă, anterioritate față de timpul trecut principal al contextului: La découverte de ce médicament avait permis de prolonger notablement la vie des patients „Descoperirea acestui medicament a făcut posibil (literal „permisese”) să se prelungească considerabil viața pacienților” (Mai departe în context ar putea exista o propoziție ca [...] on a découvert quelque chose de plus efficace encore „[...] s-a descoperit ceva și mai eficace”)[21].

Poate fi vorba și de exprimarea unei anteriorități îndepărtate față de momentul vorbirii: Où sont mes clés ? C'est bizarre, je les avais posées sur cette table „Unde-mi sunt cheile? Ciudat. Doar le-am pus (lit. „pusesem”) pe masa asta”.
Și în franceză funcționează reguli de concordanță a timpurilor mai riguroase ca în română. Perfectul compus nu poate înlocui mai mult ca perfectul într-o propoziție subordonată ca cea din fraza Il a dit qu’il avait été absent „A spus că a fost (lit. „fusese”) absent”.
Mai mult ca perfectul indicativului se folosește și în situații în care româna folosește condiționalul perfect, anume în construcții care implică folosirea conjuncției si. Uneori exprimă și anterioritate față de predicatul principalei, ex. Il m'a regardé comme si j'avais dit une bêtise „M-a privit ca și cum aș fi spus o prostie”. În mod nespecific, exprimă, în propoziție circumstanțială condițională, simultaneitate cu verbul la condițional perfect din principală: Si nous avions eu plus de temps, nous nous serions arrêtés pour visiter Dijon „Dacă am fi avut mai mult timp, ne-am fi oprit să vizităm Dijonul”. În propoziție independentă, cu mai mult ca perfectul se exprimă exclamativ un regret sau un reproș referitor la un proces nerealizat în trecut: Ah ! si tu avais suivi mes conseils ! „A! Dacă mi-ai fi urmat sfaturile!”.

### În limba italiană
Și în limba italiană se folosesc la mai mult ca perfect verbele auxiliare corespunzătoare lui „a avea” (avere) și „a fi” (essere) la indicativ imperfect. Toate verbele tranzitive se folosesc cu avere și toate cele cu pronumele reflexive – cu essere. Cele mai multe verbe active intranzitive se conjugă cu avere, și o parte, mai multe decât în franceză, cu essere. Grupul acestora cuprinde verbe de mișcare, ca în franceză, dar și altele, conjugate cu avoir în franceză, de pildă însuși verbul essere. Și în italiană, participiul verbelor conjugate cu essere se acordă în gen și număr cu subiectul. Exemple:
| Persoana | Diateza activă cu avere scrivere „a scrie” | Diateza activă cu essere andare „a merge” | Diateza reflexivă svegliarsi „a se trezi” |
| -------- | ------------------------------------------ | ----------------------------------------- | ----------------------------------------- |
| I. sg.   | avevo scritto                              | ero andato/a                              | mi ero svegliato/a                        |
| II. sg.  | avevi scritto                              | eri andato/a                              | ti eri svegliato/a                        |
| III. sg. | aveva scritto                              | era andato/a                              | si era svegliato/a                        |
| I. pl.   | avevamo scritto                            | eravamo andati/e                          | ci eravamo svegliati/e                    |
| II. pl.  | avevate scritto                            | eravate andati/e                          | vi eravate svegliati/e                    |
| III. pl. | avevano scritto                            | eravano andati/e                          | si eravano svegliati/e                    |

Valoarea principală a mai mult ca perfectului italian este aceeași ca în limbile de mai sus, ex. Quando sono arrivato avevano appena finito di cenare „Când am sosit, ei abia terminaseră cina”. Și în aceasta, procesul trecut reper, eventual numai subînțeles, poate fi în contextul anterior unei propoziții independente cu predicatul la mai mult ca perfect : Avevo fatto quella torta per te, non per Paolo „Făcusem tortul acela pentru tine, nu pentru Paolo” (subînțeles posibil, „Paolo l-a mâncat”).
Anterioritatea poate fi exprimată și față de un reper neverbal, exprimat printr-un complement circumstanțial de timp: Penso che alle 7.00 Franco aveva già chiuso il negozio „Cred că la ora 7, Franco închisese deja magazinul”.

## În limba engleză
În limba engleză există o formă verbală echivalentă cu mai mult ca perfectul indicativ din limbile romanice, numită past perfect în gramaticile relativ recente. De altfel, denumirea sa tradițională este pluperfect. La diateza activă, se formează numai cu verbul auxiliar have „a avea” la forma had (de multe ori scurtată la ’d), a timpului numit simple past, corespunzător parțial al imperfectului, plus participiul trecut al verbului cu sens lexical. Forma este aceeași la toate persoanele, marcate numai de subiectul exprimat prin cuvânt aparte.
La diateza pasivă, forma este had + been (participiul trecut al verbului auxiliar be „a fi”) + participiul trecut al verbului cu sens lexical, ex. The match had been played „Meciul fusese jucat”.
Engleza are și o formă numită past perfect continuous, cu verbul auxiliar be la past perfect și participiul prezent al verbului cu sens lexical. Deosebirea față de past perfect este că exprimă un proces trecut care a durat o anumită perioadă până la alt proces trecut, ex. The volunteers brought in their collecting boxes at lunch time yesterday. They had been collecting money all morning „Voluntarii și-au adus cutiile de colectare ieri pe la prânz. Adunaseră bani tot timpul înainte de masă”.
Valorile de bază ale past perfect sunt analoge cu ale mai mult ca perfectului din limbile romanice. El exprimă:
- într-o frază cu coordonare, un proces trecut anterior altui proces trecut: We ran onto the platform, but the train had just gone „Am fugit pe peron, dar trenul tocmai plecase”[28];
- într-o frază cu subordonare, în propoziția principală, un proces trecut anterior procesului trecut din subordonată: When we got to the station, the train had already departed „Când am ajuns la gară, trenul plecase deja”[4];
- un proces trecut anterior unui reper temporal neverbal din propoziție: She had met Max six months before „(Ea) îl cunoscuse pe Max cu șase luni înainte”[28];
- în propoziție subordonată, în vorbirea indirectă, un proces anterior celui al predicatului la un timp trecut al principalei, conform regulii concordanței timpurilor existentă și în limbi romanice: He told us he had bought the shirt „Ne-a spus că a cumpărat cămașa” (lit. „... cumpărase...”)[30].

Alte folosiri ale past perfect sunt caracteristice și altor tipuri de propoziții subordonate:
- în propoziție circumstanțială de mod comparativă, exprimarea unui proces anterior celui trecut din principală: Natalie looked as if she’d seen a ghost „Natalie arăta ca și cum ar fi văzut o fantomă”[31];
- în propoziție completivă directă, pentru un proces anterior celui la prezent al predicatului principalei, exprimând un regret: I wish I had reserved a seat „Îmi pare rău că n-am rezervat un loc” (lit. „Doresc să fi rezervat...”)[32];
- în propoziție circumstanțială condițională introdusă prin conjuncția if, cu predicatul principalei la condițional perfect, pentru a exprima condiția și consecința ei nerealizate în trecut, analog cu construcția din franceză: If you had taken a taxi, you would have got here in time „Dacă ai fi luat un taxi, ai fi ajuns aici la timp”[33].

## În limbi slave
În limba protoslavă, neatestată, exista un mai mult ca perfect analitic format din verbul auxiliar „a fi” la imperfect și una din formele de participiu. Cea mai veche atestare a sa este în limba slavă veche, cu două forme ale imperfectului auxiliarului быти byti „a fi” și una din cele cinci forme de participiu, cea numită participiu perfect activ 2, care se acorda în gen și număr cu subiectul. În această limbă exista și numărul dual, (notat mai jos cu d.). Ca exemplu, verbul зъвати zŭvati „a numi”:
| I. sg.   | бѣахъ/бѣхъ зъвалъ/ла/ло běaxŭ/ běaxŭ zŭvalŭ/la/lo       |
| II. sg.  | бѣаше/бѣ зъвалъ/ла/ло běaše/bě zŭvalŭ/la/lo             |
| III. sg. | бѣаше/бѣ зъвалъ/ла/ло běaše/bě zŭvalŭ/la/lo             |
| I. pl.   | бѣахомъ/бѣхомъ зъвали/лы/ла běaxomŭ/běxomŭ zŭvali/ly/la |
| II. pl.  | бѣашете/бѣстє зъвали/лы/ла běašete/běste zŭvali/ly/la   |
| III. pl. | бѣахѫ/бѣшѧ зъвали/лы/ла běaxǫ/běšę zŭvali/ly/la         |
| I. d.    | бѣахомъ/бѣхомъ зъвала/лѣ/лѣ běaxomŭ/běxomŭ zŭvala/lě/lě |
| II. d.   | бѣашетe/бѣсте зъвала/ѣ/ѣ běašete/běste zŭvala/lě/lě     |
| III. d.  | бѣахѫ/бѣшѧ зъвала/лѣ/лѣ běašete/běšę zŭvala/lě/lě       |

Valoarea mai mult ca perfectului slav este de exprimare a unui proces trecut anterior altui proces trecut exprimat cu timpuri simple, aoristul sau imperfectul, ex. iže i běaxǫ viděli prěžde „cei care îl văzuseră mai înainte”.
Unele limbi slave moderne au păstrat mai mult ca perfectul. Cele din diasistemul slav de centru-sud (BCMS) îl au cu cele două forme ale imperfectului auxiliarului biti. Verbul la aceste forme poate fi atât de aspect perfectiv, cât și de aspect imperfectiv, dar aceste limbi au pierdut numărul dual. În croată, bosniacă și muntenegreană, auxiliarul are pronunțarea numită (i)jekavski. Exemplu cu verbul čitati (imperfectiv) / pročitati (perfectiv) „a citi”:
| I. sg.   | bijah/bjeh (pro)čitao/la/lo      |
| II. sg.  | bijaše/bješe (pro)čitao/la/lo    |
| III. sg. | bijaše/ bješe (pro)čitao/la/lo   |
| I. pl.   | bijasmo/bjesmo (pro)čitali/le/la |
| II. pl.  | bijaste/bjeste (pro)čitali/le/la |
| III. pl. | bijahu/bjehu (pro)čitali/le/la   |

În sârbă, auxiliarul are pronunțarea numită ekavski: bejah/beh, bejaše/beše etc..
BCMS mai au și o formă de mai mult ca perfect cu timpul perfect al auxiliarului:
| I. sg.   | bio/la sam (pro)čitao/la         |
| II. sg.  | bio/la/lo si (pro)čitao/la/lo    |
| III. sg. | bio/la/lo je (pro)čitao/la/lo    |
| I. pl.   | bili/le/la smo (pro)čitali/le    |
| II. pl.  | bili/le/la ste (pro)čitali/le/la |
| III. pl. | bili/le/la su (pro)čitali/le/la  |

În BCMS, mai mult ca perfectul este relativ rar folosit, fiind marcat stilistic, de exemplu în literatura artistică, iar cel cu imperfectul auxiliarului și mai rar decât cel cu perfectul, în literatura mai veche. În registrul de limbă curent este înlocuit cu perfectul.
Își păstrează valoarea inițială, de bază, ex. Svi su bili izašli iz dvorane i čekali što će se dogoditi „Toți ieșiseră din sală și așteptau ce se va întâmpla”.
În afară de aceasta are și folosiri nespecifice:
- proces trecut simultan cu alt proces trecut: Kad sam slušao vijesti, bio sam sejako naljutio „Când am auzit veștile, sigur că m-am înfuriat”;
- proces trecut posterior altui proces trecut: Kad ostadoh sam, sve bijaše nestalo „Când rămăsei singur, totul dispăru”.